# Priester der Barmherzigkeit
Die Kongregation Priester der Barmherzigkeit (lat.: Congregatio Presbyterorum a Misericordia (Ordenskürzel: CPM), engl.: Fathers of Mercy) ist eine Ordensgemeinschaft von Missionspriestern. Sie wurde 1808 in Lyon (Frankreich) gegründet und errichtete 1814 ihr Generalhaus in Paris. 

## Geschichte

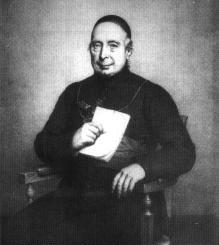
Ordensgründer Pater Jean-Baptiste Rauzan

Gründer der Missionsgemeinschaft war Jean-Baptiste Rauzan (* 5. Dezember 1757, † 5. September 1847). Nach der Beendigung seines Theologiestudiums unterrichtete er Theologie und geistliche Rhetorik. Später wurde er zum Generalvikar nach Bordeaux berufen und rief eine missionarische Bewegung ins Leben, die sich als Ziel die Bewahrung des Glaubens in Frankreich gesetzt hatte. 

### Aufbau in Frankreich
Mit Unterstützung und Empfehlung der Erzbischöfe von Bordeaux und Lyon versammelte Rauzan 1808 eine Gruppe von Geistlichen um sich und begann mit der Missionsarbeit in Frankreich. Ihre Missionsarbeit in der Diözese Troyes wurde durch Napoleon I. subventioniert, der aber im Streit mit Pius VII. die Unterstützung einstellte und die Tätigkeit der Missionspriester unterdrückte. 
Dem Vorschlag Kardinal Feschs folgend gründete Pater Rauzan 1814 die erste Kongregation bischöflichen Rechts. Die neue Ordensgemeinschaft setzte ihre Arbeit in Orléans, Poitiers, Rennes, Marseille, Toulon und Paris fort. Der spätere Bischof Charles-Auguste-Marie-Joseph de Forbin-Janson (1785–1844) war Mitgründer des Ordens. Im Zuge der Revolution wurden die Missionare 1830 verbannt, Pater Rauzan wandte sich in Rom an Papst Gregor XVI. Hier erhielt er den Auftrag, eine neue Gemeinschaft zu gründen, die den Namen „Priester der Barmherzigkeit“ führen sollte. Am 18. Februar 1834 erhielt die Ordensgemeinschaft von Papst Gregor XVI. die Approbation, zusammen mit dem Approbationsschreiben erhielt die Kongregation ihre Ordensregeln. Zwischen 1880 und 1905 stand die Kongregation teilweise unter dem Schutz des französischen Königs Ludwig XVIII., das Generalhaus wurde in dieser Zeit nach Paris verlagert. Mit der Trennung von Staat und Kirche verließen die Ordenspriester Frankreich und siedelten sich in Belgien an.

### Aufbau in den Vereinigten Staaten von Amerika
1839 hatte Erzbischof John Joseph Hughes von New York vorgeschlagen, einige Missionspriester in die Vereinigten Staaten zu holen. Dieser Einladung folgend wurde die erste Station in der Diözese New Orleans errichtet. Einer weiteren Einladung folgend begannen sie ihre Arbeit in Mobile (Alabama) und übernahmen die Leitung des Spring Hill College. 1841 übernahmen sie die Betreuung der in die USA eingewanderten Franzosen in New York und gründeten eigene Pfarrgemeinden in Manhattan und Brooklyn. In den Folgejahren errichteten die Missionare Priesterseminare in Rom, Belgien und Frankreich. Seit 1940 existierte die Gesellschaft von Priestern nur noch in den USA und leitete das römische Studienseminar. Bis 1961 wurde sie vom Vatikan als eine amerikanische Gemeinschaft anerkannt und erhielt danach die Titulierung „Kongregation Priester der Barmherzigkeit“. Heute hat das Generalhaus seinen Sitz in Auburn (Kentucky) und besitzt seit 2008 eine eigene Kapelle. Seit 1997 ist William Casey Generalsuperior.